# Erica parilis
Erica parilis är en ljungväxtart som beskrevs av Richard Anthony Salisbury. Erica parilis ingår i släktet klockljungssläktet, och familjen ljungväxter. Utöver nominatformen finns också underarten E. p. parviflora.